# 长兴镇 (宜宾市)
长兴镇，是中华人民共和国四川省宜宾市南溪区下辖的一个乡镇级行政单位。

## 行政区划
长兴镇下辖以下地区：
长兴社区、先锋村、东升村、新民村、尖山村、东岩村、水口村、天台村、红德村、新生村、庆林村、岫云村、新庙村和长春村。